# Chlorki benzalkoniowe
Chlorki benzalkoniowe, chlorki benzylodimetyloalkiloamoniowe (łac. benzalkoni chloridum) – organiczne związki chemiczne z grupy czwartorzędowych soli amoniowych, w których do atomu azotu przyłączona jest grupa benzylowa, dwie grupy metylowe oraz łańcuch alkilowy o parzystej liczbie atomów węgla i długości 8–18 atomów. Są związkami powierzchniowo czynnymi. Stosowane jako biocydy, katalizatory przeniesienia fazowego i surfaktanty kationowe. Mają postać białego lub żółtawobiałego proszku lub żelowatych żółtawobiałych fragmenty, higroskopijnych, mydlanych w dotyku. Są bardzo łatwo rozpuszczalne w wodzie i etanolu, ale dość trudno w eterze dietylowym.

## Mechanizm działania
Polega na zmianie struktury warstwy lipidowej błony komórkowej bakterii, przez co staje się bardziej przepuszczalna dla ważnych składników komórki, które przechodzą na zewnątrz. Jednak jest to działanie bardzo powolne; mimo tego jest to środek popularny, skuteczny i o wszechstronnym zastosowaniu.

## Zastosowanie
- roztwór wodny 0,005% do odkażania błon śluzowych[5];
- roztwór wodny 0,1–0,5% do odkażania skóry (może zawierać etanol)[5];
- roztwór wodny 0,1% do odkażania narzędzi (może zawierać etanol);
- roztwór wodny 1% do odkażania rąk (może zawierać etanol).

Stosowany przede wszystkim jako środek konserwujący w przygotowywaniu postaci leku.